# Aladin ou la Lampe merveilleuse
Aladin ou la Lampe merveilleuse je francouzský němý film z roku 1906. Režisérem je Albert Capellani (1861–1938). Film trvá zhruba 3 minuty. Jedná se o nejstarší filmovou adaptaci příběhu Aladin a kouzelná lampa, který spadá do sbírky Tisíc a jedna noc. První filmovou adaptací arabské sbírky Tisíc a jedna noc byl však snímek Ali Baba et les Quarante Voleurs z roku 1902.

## Obsazení
| Georges Vinter | Aladin |